# Raineria
Raineria là một chi rêu trong họ Splachnaceae.